# Hamo Ohandschanjan

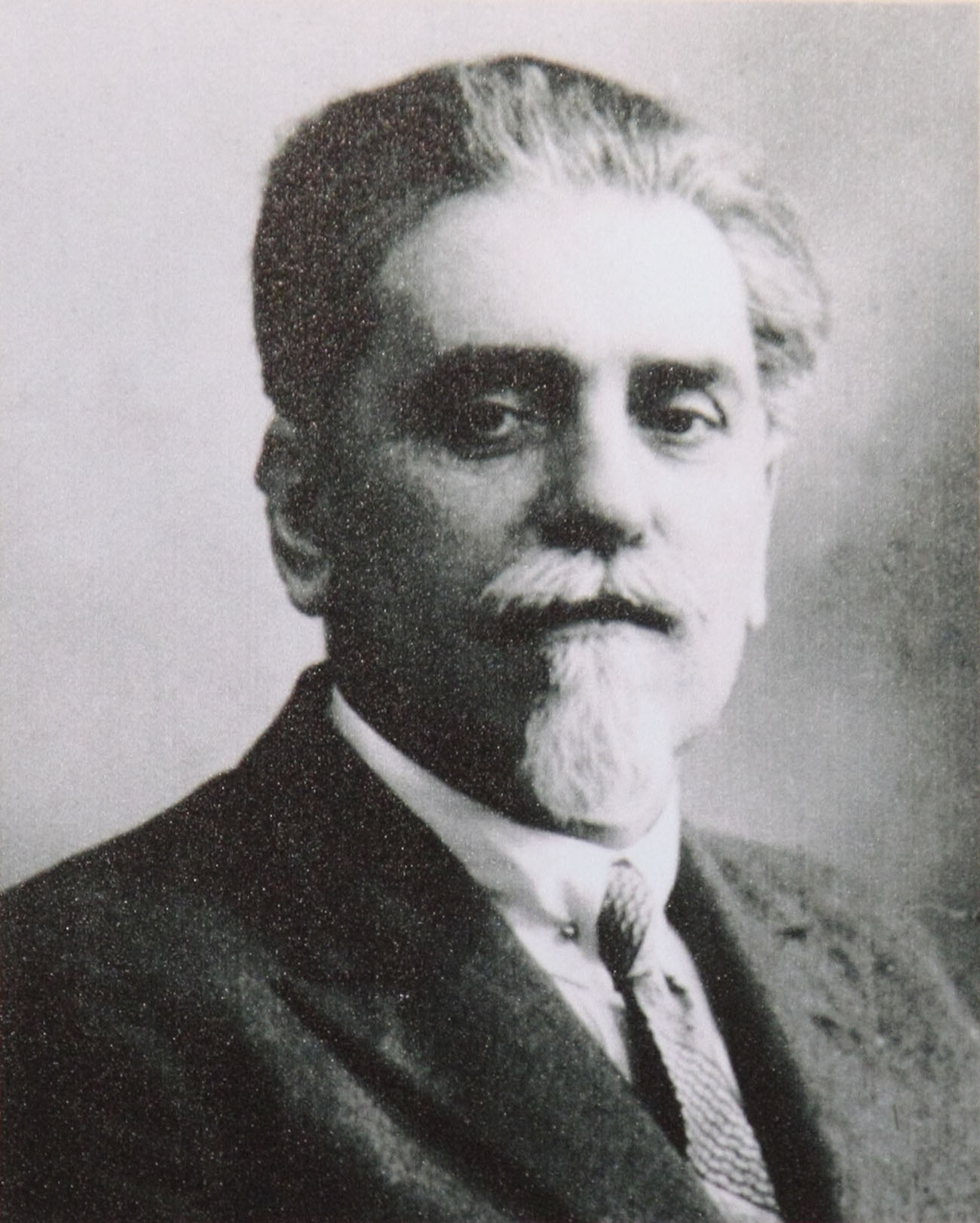
Hamo Ohandschanjan

Hamo (Hamazasp) Ohandschanjan (armenisch Համօ Օհանջանեան, auch Hamo Ohanjanyan, * 1873 in Achalkalak, Gouvernement Tiflis, Russisches Reich; † 31. Juli 1947 in Kairo, Ägypten) war ein armenischer Politiker der Armenischen Revolutionären Föderation (ARF). Er diente vom 5. Mai bis 23. November 1920 als der dritte Ministerpräsident der Ersten Republik Armenien.

## Leben
Ohandschanjan studierte in seinem Heimatort Alchakalak, zog schließlich nach Tiflis und schloss das Russische Lyzeum von Tiflis ab. Im Jahre 1892 setzte er sein Studium an der Universität Moskau fort und trat der Medizinischen Fakultät bei. Diese verließ er wieder, um der armenischen Revolutionsbewegung beizutreten. Er reiste nach Lausanne, wo er Kristapor Mikayelian traf, einen der Gründungsmitglieder der Armenischen Revolutionären Föderation.
Nach der Russischen Revolution wurde er zum Mitglied der Russischen Versammlung gewählt und wurde 1918 Mitglied des Transkaukasischen Sejm.
Im Frühjahr 1920 ging er nach Jerewan und übernahm vom 3. April bis 23. November den Posten des Ministers für Auswärtige Angelegenheiten der neu gegründeten Ersten Republik Armenien unter der Führerschaft von Alexander Chatissjan. Nach dem Rücktritt der Regierung von Chatissjan wurde Hamo Ohandschanjan gleichzeitig zum Ministerpräsidenten ernannt.
Er lebte seit 1923 in Ägypten und nahm 1928 an der Gründung der Bildungs- und Kulturgesellschaft Hamazkayin in Kairo teil.